# Ключ 59
Ключ 59 (трад. и упр. 彡) — ключ Канси со значением «щетина»; один из 31, состоящих из трёх штрихов.
В словаре Канси есть 62 символов (из 49 030), которые можно найти c этим радикалом.

## История
Древняя идеограмма изображала три отдельных ворсинки.
Самостоятельно иероглиф употребляется в значениях «пух», «шерсть» и «штриховка».
В качестве ключевого знака используется редко.

Вид в большой печати Чжуаньшу
Вид в малой печати Чжуаньшу

В словарях находится под номером 59.

## Значение
1. Пух.
2. Шерсть.
3. Штриховка.

## Варианты прочтения
- кит. 彡, пиньинь shān, шан.
- яп. さん, san, сан.
- кор. 터럭 teoreok, тьореок?, 삼 sam, сам?.

## Примеры иероглифов
| Доп. штрихи | Иероглифы   |
| ----------- | ----------- |
| 0           | 彡          |
| 3           | 㣉          |
| 4           | 形 彣 彤 㣊 |
| 5           | 㣋 㣌 㣍 𢒋 |
| 6           | 彥 彦 𢒎    |
| 7           | 彧 𢒑       |
| 8           | 彫 彬 彩 㣎 |
| 9           | 彭 㣏 㣐 𢒞 |
| 10          | 彮          |
| 11          | 彯 彰 㣑    |
| 12          | 影 㣒       |
| 13          | 㣓 𢒰       |
| 19          | 彲          |

- Примечание: Ваш браузер может отображать иероглифы неправильно.